# فرودگاه اولیانووسک باراتایوکا
فرودگاه اولیانووسک باراتایوکا  (به انگلیسی: Ulyanovsk Baratayevka Airport)  یک فرودگاه همگانی باربری با کد یاتا ULV است که یک باند فرود بتن دارد و طول باند آن ۳۸۲۰ متر است. این فرودگاه در شهر  اولیانوفسک کشور روسیه قرار دارد و در ارتفاع ۱۴۱ متری از سطح دریا واقع شده‌است.

## شرکت‌های هواپیمایی و مقصدهای پروازی
| شرکت‌های هواپیمایی | مقصدهای پروازی                                    |
| ----------------- | ------------------------------------------------- |
| Dexter Air Taxi   | استریگینو، اوفا                                   |
| پابیدا            | فصلی: سوچی                                        |
| RusLine           | دوموده‌دوو، پالکوو (آغاز از ۲۲ مه ۲۰۱۷) فصلی: سوچی |
| یوتی‌ایر اوییشن    | ونوکووا                                           |